# Колумбија (река)
Колумбија (енгл. Columbia) је река која протиче кроз Канаду и САД. Дуга је 2.000 km и највећа је река Пацифичког северозапада у Северној Америци. Извире у Стеновитим планинама у канадској покрајини Британска Колумбија на надморској висини од 820 метара. Корито реке првобитно води ка северозападу а након тога јужно ка Сједињеним Америчким Државама и савезној држави Вашингтон. Окука код места Валула усмерује реку према западу, чинићи природну границу између две савезне државе - Вашингтона и Орегона.